# Fédération internationale de touch rugby
Pour les articles homonymes, voir FIT.
 (octobre 2020).
La Fédération internationale de Touch (ou FIT) est une association de fédérations nationales fondée en Australie en 1985. Elle a pour vocation de gérer et de développer le Touch à travers le monde.

## Histoire
Le Touch (appelé aussi "touch football" ou "touch rugby", du verbe anglais to touch qui signifie toucher) est un sport originaire d'Australie de la famille du rugby. Ces règles s'apparentent plus au rugby à XIII, duquel il dérive, qu'au rugby à XV. Le but premier de ce sport est de marquer plus d'essais que son adversaire. Pour cela, les joueurs d'une équipe peuvent stopper la progression de l'autre équipe simplement en touchant (à une main) les joueurs adverses. Les touchers peuvent être effectués sur n'importe quelle partie du joueur ou sur le ballon et sont caractérisés par leur côté soft. Les contacts violents n'étant pas autorisés, il n'y a pas de placage au sens rugbystique du terme dans le Touch. De ce fait, la pratique du Touch peut se faire de façon mixte. La mixité est d'ailleurs mise en avant dans ce sport et représente aujourd'hui sa spécificité.
Ce sport est apparu dans les années 50 en Australie et la première compétition de Touch s'est déroulée à Sydney, à l'initiative du South Sydney Touch Football Association (South Sydney Rabbitohs). Depuis, la discipline n'a cessé de croître et compte aujourd'hui près d'une cinquantaine de fédérations. La FIT est actuellement présidée par le français Mark Croston.   

## La Coupe du Monde de Touch: Touch World Cup
La Coupe du Monde de Touch (Touch World Cup) est une compétition internationale de Touch Rugby se déroulant ordinairement tous les quatre ans. Cette coupe, créée en 1988, est ouverte à toutes les fédérations reconnues par la Fédération Internationale de Touch. La première édition s'est déroulée en 1988 en Australie avec cinq nations participantes et pas moins de 17 équipes. La fédération française (Touch France) y participe depuis 2007.

## Les fédérations membres
Une cinquantaine de fédérations sont aujourd'hui affiliées ou en cours d'affiliation à la FIT.
- Argentine
- Australie
- Autriche
- Belgique
- Canada
- Catalogne
- Chili
- Chine
- Taipei chinois
- Îles Cook
- République Tchèque
- Angleterre
- Fidji
- France
- Allemagne
- Guernesey
- Hong Kong
- Hongrie
- Inde
- Iran
- Irlande
- Italie
- Japon
- Jersey
- Kenya
- Luxembourg
- Malaisie
- Ile Maurice
- Pays-Bas
- Nouvelle-Zélande
- Niue
- Pakistan
- Papouasie-Nouvelle-Guinée
- Philippines
- Portugal
- Samoa
- Écosse
- Singapour
- îles Salomon
- Afrique du Sud
- Espagne
- Suisse
- Thaïlande
- Tonga
- Trinidad & Tobago
- Turquie
- Tuvalu
- États-Unis
- Pays de Galles